# La cama a la italiana
La joven que se va a la cama (en holandés: Jonge vrouw, die naar bed gaat; en francés: La jeune femme se couchant), más conocida por su título en francés Le coucher à l'italienne (literalmente, "La cama a la italiana"), es una obra pictórica del pintor holandés Jacob van Loo. El cuadro se conserva en el Museo de Bellas Artes de Lyon. 

## Descripción
La obra está ambientada en un dormitorio contemporáneo acomodado y representa a una mujer joven a punto de irse a dormir. No lleva ninguna prenda más que una cofia blanca que cubre su cabello recogido, y la luz se centra precisamente en su cuerpo blanco en total desnudez. La mujer es retratada de espaldas, mientras gira su espalda y sus torneadas nalgas hacia el espectador, lo que confiere a la obra una atmósfera muy erótica.  
Apoya su mano izquierda sobre la camisa de dormir o camisón que ha dejado sobre la cómoda y presiona su rodilla izquierda contra una silla para encajar mejor entre las sábanas.  La mano derecha sostiene un extremo del lienzo igualmente blanco, que retira para meterse en el lecho. Abajo a la derecha, sobre la alfombra, se pueden ver sus zapatillas y una bata oscura. Las mantas de la cama son de color rojo oscuro, al igual que las cortinas del dosel que enmarcan el lecho y la escena.
La mujer se gira y su mirada se encuentra con el espectador, pero no parece avergonzada en absoluto, al contrario: su mirada es incitadora y seductora, como si invitara al espectador a entrar en la cama y unirse a ella.   Según Donald Posner, la mujer representada puede identificarse como una prostituta, ya que en la mesilla de noche junto a la cama hay un collar de perlas.

## Fuentes de inspiración

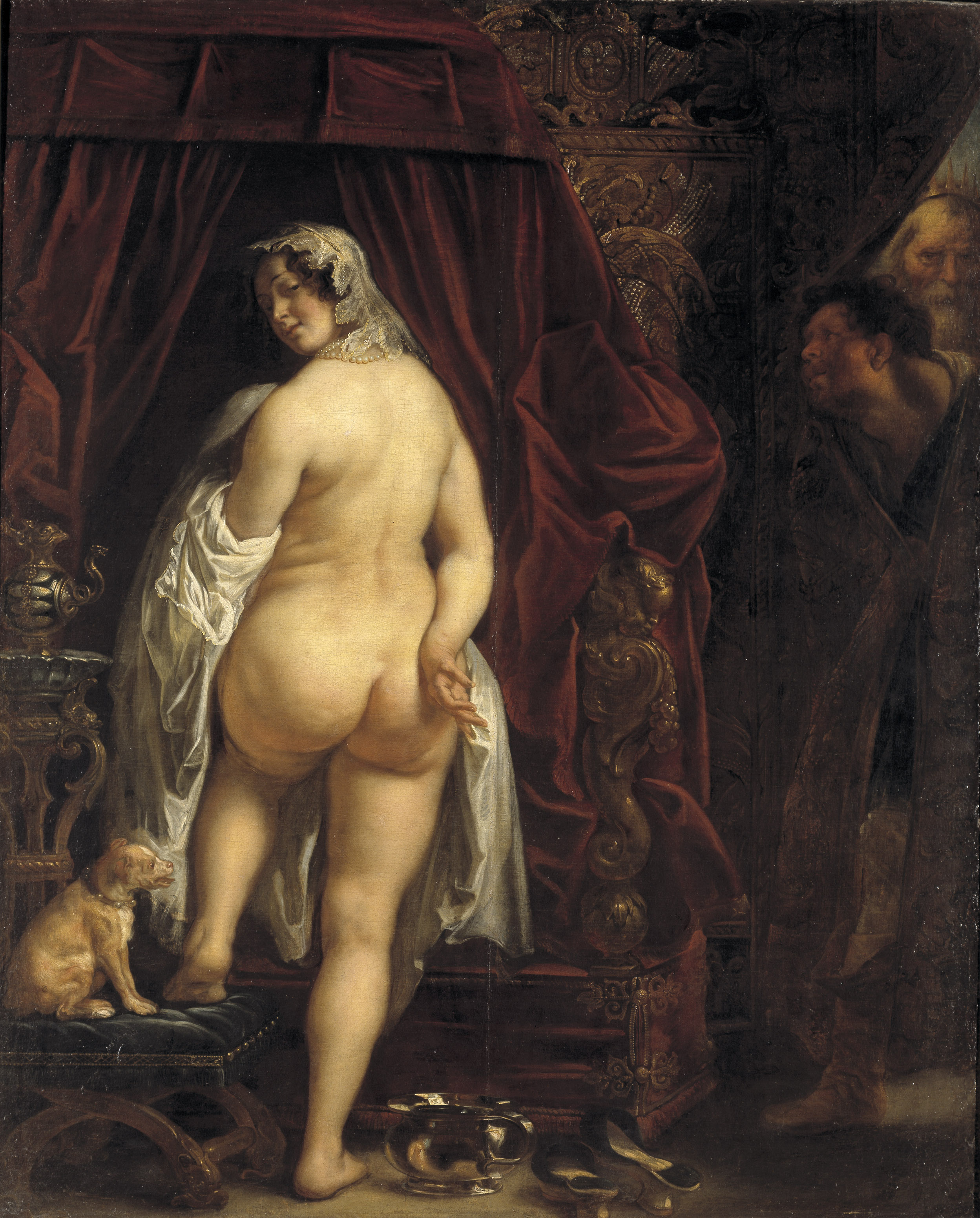
Jacob Jordaens, El rey Candaules mostrando su esposa a Giges, 1646.